# Бігнона
Бігнона, Біньйона (фр. Bignona) — місто на південному заході Сенегалу, на території області Зігіншор. Адміністративний центр однойменного департаменту.

## Географія
Місто розташоване в 80 км від узбережжя Атлантичного океану, на висоті 33 м над рівнем моря .

### Клімат
Місто знаходиться у зоні, котра характеризується кліматом тропічних саван. Найтепліший місяць — червень із середньою температурою 28.5 °C (83.3 °F). Найхолодніший місяць — січень, із середньою температурою 24.3 °С (75.7 °F).
| Клімат Біньйони         | Клімат Біньйони | Клімат Біньйони | Клімат Біньйони | Клімат Біньйони | Клімат Біньйони | Клімат Біньйони | Клімат Біньйони | Клімат Біньйони | Клімат Біньйони | Клімат Біньйони | Клімат Біньйони | Клімат Біньйони | Клімат Біньйони |
| Показник                | Січ.            | Лют.            | Бер.            | Квіт.           | Трав.           | Черв.           | Лип.            | Серп.           | Вер.            | Жовт.           | Лист.           | Груд.           | Рік             |
| Середній максимум, °C   | 31,8            | 33,5            | 35,2            | 35,3            | 34,6            | 33,3            | 31,1            | 30,2            | 30,7            | 32,1            | 32,4            | 30,8            | 32,6            |
| Середня температура, °C | 24,3            | 26,1            | 27              | 28              | 28,4            | 28,5            | 27,4            | 27              | 27,1            | 27,8            | 26,7            | 24,4            | 26,9            |
| Середній мінімум, °C    | 15,4            | 17,3            | 18              | 19,1            | 20,7            | 22,7            | 22,9            | 22,7            | 22,4            | 22,3            | 20,1            | 16,6            | 20              |
| Норма опадів, мм        | 0.2             | 0.4             | 0               | 0               | 6               | 105.9           | 299.5           | 428.7           | 329.5           | 112.1           | 5.2             | 0.9             | 1288.4          |
| Днів з опадами          | 0,3             | 0,4             | 0,2             | 0,1             | 0,9             | 6,9             | 15,9            | 20,4            | 17,5            | 8,2             | 0,7             | 0,4             | 71,9            |
| Вологість повітря, %    | 46.4            | 46.3            | 47.7            | 50.7            | 58.2            | 68.9            | 78              | 81.6            | 82              | 77.1            | 65.1            | 52.4            | 62.9            |
| ----------------------- | --------------- | --------------- | --------------- | --------------- | --------------- | --------------- | --------------- | --------------- | --------------- | --------------- | --------------- | --------------- | --------------- |
| Джерело: Weatherbase    |                 |                 |                 |                 |                 |                 |                 |                 |                 |                 |                 |                 |                 |

## Населення
За даними на 2013 рік чисельність населення міста становила 26 857 осіб.

 Динаміка чисельності населення міста за роками: 
| 1 997  | 2001   | 2002   | 2013   |
| ------ | ------ | ------ | ------ |
| 27 019 | 35 895 | 25 477 | 26 857 |

## Транспорт
Через Бігнону проходить автомобільна дорога N4, що з'єднує міста Каолак і Зігіншор.